# 史宏坦
史宏坦，山西稷山人，是一名清朝政治人物。
史宏坦曾于1716年接替王文煜任崇明县知县一职，1718年由朱颖蕃接任。